# Valerija Solovjeva
Valerija Aleksandrovna Solovjeva (Russisch: Валерия Александровна Соловьева) (Saratov, 3 november 1992) is een professioneel tennisspeelster uit Rusland. Solovjeva begon met tennis toen ze vijf jaar oud was. Haar favoriete ondergrond is gravel. Zij speelt rechtshandig en heeft een tweehandige backhand. Zij is actief in het proftennis sinds 2010.
In 2012 won Valerija Solovjeva haar eerste WTA-titel op het toernooi van Bakoe, samen met Oekraïense Iryna Boerjatsjok. In 2013 volgde een tweede, op het toernooi van Neurenberg, aan de zijde van Roemeense Ioana Raluca Olaru. Daarnaast bezit zij een ITF-titel in het enkelspel en zeven in het dubbelspel.
In het dubbelspel nam Solovjeva deel aan drie grandslamtoernooien. Zij kwam daar niet voorbij de eerste ronde. Haar hoogste notering op de WTA-ranglijst is de 67e plaats, die zij bereikte in juli 2013.
Solovjeva bereikte in het enkelspel minder resultaten dan in het enkelspel. Tot op hedenoktober 2014 bezit zij één enkelspeltitel in het ITF-circuit. Op de WTA-tour bereikte zij nog geen finale.

## Posities op deWTA-ranglijst
Positie per einde seizoen:
| jaartal | ranking enkelspel | ranking dubbelspel |
| ------- | ----------------- | ------------------ |
| 2013    | 254               | 78                 |
| 2012    | 182               | 113                |
| 2011    | 285               | 291                |
| 2010    | 347               | 405                |

## Palmares
| Legenda                 |
| ----------------------- |
| Grandslamtoernooi       |
| Olympische Spelen       |
| Year-End Championships  |
| Premier Mandatory       |
| Premier Five / WTA 1000 |
| Premier / WTA 500       |
| International / WTA 250 |
| Challenger / WTA 125    |

### WTA-finaleplaatsen enkelspel
Geen.

### WTA-finaleplaatsen vrouwendubbelspel
| nr.              | finaledatum | toernooi       | ondergrond | partner            | tegenstandsters                          | score            |         |
| ---------------- | ----------- | -------------- | ---------- | ------------------ | ---------------------------------------- | ---------------- | ------- |
| Gewonnen finales |             |                |            |                    |                                          |                  |         |
| 1.               | 2012-07-28  | WTA Bakoe      | hardcourt  | Iryna Boerjatsjok  | Eva Birnerová Alberta Brianti            | 6-3, 6-2         | details |
| 2.               | 2013-06-15  | WTA Neurenberg | gravel     | Ioana Raluca Olaru | Anna-Lena Grönefeld Květa Peschke        | 2-6, 7-6, [11-9] | details |
| Verloren finales |             |                |            |                    |                                          |                  |         |
| 1.               | 2013-01-05  | WTA Shenzhen   | hardcourt  | Iryna Boerjatsjok  | Chan Hao-ching Chan Yung-jan             | 0-6, 5-7         | details |
| 2.               | 2013-04-14  | WTA Katowice   | gravel (i) | Ioana Raluca Olaru | Lara Arruabarrena Lourdes Domínguez Lino | 4-6, 5-7         | details |
| 3.               | 2014-05-03  | WTA Oeiras     | gravel     | Eva Hrdinová       | Cara Black Sania Mirza                   | 4-6, 3-6         | details |

### Gewonnen ITF-toernooien enkelspel
| nr. | finaledatum | toernooi | dotatie | tegenstandster in finale | score         |
| --- | ----------- | -------- | ------- | ------------------------ | ------------- |
| 1.  | 2010-08-01  | Bree     | $10.000 | Myrtille Georges         | 5-7, 6-4, 6-3 |

### Gewonnen ITF-toernooien dubbelspel
| nr. | finaledatum | toernooi     | dotatie | partner         | tegenstandsters in finale                | score    |
| --- | ----------- | ------------ | ------- | --------------- | ---------------------------------------- | -------- |
| 1.  | 2010-08-06  | Moskou       | $25.000 | Nadejda Guskova | Teodora Mirčić Marija Mirković           | 7-6, 6-3 |
| 2.  | 2011-04-24  | Dothan       | $50.000 | Lenka Wienerová | Heidi El Tabakh Alison Riske             | 6-3, 6-4 |
| 3.  | 2011-05-21  | Moskou       | $25.000 | Nadejda Guskova | Justyna Jegiołka Veronika Kapshay        | 6-3, 7-6 |
| 4.  | 2012-06-23  | Kristinehamn | $25.000 | Jelena Bovina   | Viktoryia Kisialeva Ilona Kremen         | 6-2, 6-2 |
| 5.  | 2012-08-04  | Moskou       | $25.000 | Arina Rodionova | Jevgenija Pasjkova Anastasija Vasyljeva  | 6-3, 6-3 |
| 6.  | 2013-10-25  | Casablanca   | $25.000 | Paula Kania     | Cecilia Costa Melgar Anastasia Grymalska | 7-6, 6-4 |
| 7.  | 2014-08-10  | Hechingen    | $25.000 | Elena Bogdan    | Carolin Daniels Antonia Lottner          | 6-3, 6-1 |

## Prestatietabel grandslamtoernooien
| Legenda | Legenda                          |
| ------- | -------------------------------- |
| g.t.    | geen toernooi gehouden           |
| l.c.    | lagere categorie                 |
| –       | niet deelgenomen                 |
| G       | uitgeschakeld in de groepsfase   |
| 1R      | uitgeschakeld in de eerste ronde |
| 2R      | uitgeschakeld in de tweede ronde |
| 3R      | uitgeschakeld in de derde ronde  |
| 4R      | uitgeschakeld in de vierde ronde |
| KF      | uitgeschakeld in de kwartfinale  |
| HF      | uitgeschakeld in de halve finale |
| F       | de finale verloren               |
| W       | het toernooi gewonnen            |
| w-v     | winst/verlies-balans             |

### Vrouwendubbelspel
| Toernooi        | 2013 | 2014 | w-v |
| --------------- | ---- | ---- | --- |
| Australian Open | –    | 1R   | 0-1 |
| Roland Garros   | 1R   | –    | 0-1 |
| Wimbledon       | 1R   | –    | 0-1 |
| US Open         | –    | –    | 0-0 |